# Donny McCaslin
Pour les articles homonymes, voir McCaslin.
Donny McCaslin, né le 11 août 1966, est un saxophoniste ténor de jazz. Influencé par son père, pianiste et vibraphoniste, il fait ses débuts au saxophone ténor à 12 ans et progresse rapidement. Après être passé au Berklee College of Music de Boston, il rejoint le quintet d'un professeur de l'école, Gary Burton, avec lequel il tournera quelques années. Il déménage à New York en 1991, rejoint le groupe Steps Ahead, et  joue également avec des ensembles plus importants comme le Ken Schaphorst’s big band ou le Maria Schneider Orchestra. En 2005, il rejoint le quintet du trompettiste Dave Douglas.

## Carrière musicale
McCaslin se produit régulièrement à New York avec Antonio Sánchez, David Binney, Dekel Bor, Scott Colley, et Danilo Pérez. Exile and Discovery, son premier enregistrement en tant que leader, sort en 1998.
En novembre 2014 McCaslin joue en tant que saxophoniste tenor et soprano pour le single de David Bowie Sue (Or in a Season of Crime). Il jouera de fait sur l'album de Bowie de 2016, Blackstar.
Le 14 octobre 2016, McCaslin sort l'album Beyond Now, inspiré par son expérience d'enregistrement de Blackstar avec David Bowie. On y retrouve le même groupe que pour Blackstar - Tim Lefebvre à la basse, Jason Lindner au clavier, Mark Guiliana à la batterie. L'album contient deux reprises de David Bowie ainsi que des reprises de MUTEMATH, Deadmau5, et The Chainsmokers, et cinq titres exclusifs. Deux ans plus tard, il publie l'album Blow, plus directement encore inspiré par son travail avec Bowie.

## Discographie

### En tant que leader ou coleader
- Exile and Discovery (Naxos, 1998)
- Seen from Above (Arabesque, 2000)
- 2003 : The Way Through (Arabesque Jazz)[1]
- 2006: Give And Go (Criss Cross)
- 2006: Soar (Sunnyside Records)
- 2007: In Pursuit (Sunnyside Records)
- 2008: Recommended Tools (Greenleaf Music)
- 2009: Declaration (Sunnyside Records)
- 2010: Perpetual Motion (Greenleaf Music)
- 2012: Casting For Gravity (Greenleaf Music)
- 2015: Fast Future (Greenleaf Music)
- 2016: Beyond Now (Motéma Music)
- 2018: Blow (Motéma Music)

### En tant que sideman

#### AvecBoclé Bros
- 1990 : Going Places (Caravan)

#### AvecDavid Bowie
- 2016 : Blackstar (ISO records)